# Canal 24 (Ucrânia)
Canal 24 (em ucraniano:  24 Канал, transl. 24 Kanal)  é um canal de TV ucraniano 24 horas por dia, 7 dias por semana. Originalmente chamado de News Channel 24 , é parte da Lux Television and Radio Company, um conglomerado de mídia na Ucrânia. A programação do Canal 24 cobre política, economia, esportes e celebridades. A estação tem transmitido continuamente na Ucrânia desde 2006.
O canal é propriedade da TRK Lux media que é controlada por Kateryna Kit-Sadova (esposa do prefeito de Lviv Andriy Sadovyi).

## Classificações
O Canal 24 foi lançado em março de 2006. Sua participação média de audiência diária na Ucrânia é de 1,1%, e sua média Nielsen Ratings é de 0,17%

## Agenda
As notícias são transmitidas diariamente a cada hora pela manhã e a cada duas horas à tarde e à noite. Nos fins de semana, as reportagens são transmitidas a cada duas horas, das 9h às 22h (UTC+2).

## Presença na Internet
Em outubro de 2008, o canal de TV lançou o 24tv.ua , um site de notícias e informações. Seu editor-chefe é Olha Konsevych. O site está regularmente entre os vinte sites mais visitados na Ucrânia e entre os cinco principais sites de notícias mais visitados na Ucrânia.
O Channel 24 tem um aplicativo oficial disponível em dispositivos Android e iOS devices.

## Controversias
O apresentador do Canal 24, Fakhrudin Sharafmal, relatando a morte de um militar ucraniano na Guerra Russo-Ucraniana e que era seu amigo, desatou a chorar no ar e disse:
| “ | Deixe-me citar Adolf Eichmann: “Para destruir uma nação, é preciso primeiro matar seus filhos. Porque matando seus pais, você só garantirá que eles cresçam e se vinguem. E matando crianças, elas nunca crescerão e a nação desaparecerá. As Forças Armadas da Ucrânia não podem destruir as crianças russas, porque isso é proibido pelas regras de guerra, convenções, incl. Genebra. Mas não estou nas Forças Armadas. Se eu tiver a chance de lidar com os russos, com certeza farei isso. Aderirei à doutrina Eichmann e farei tudo para que nem você nem seus filhos vivam nesta terra... Precisamos de uma vitória. E se isso significa massacrar todas as suas famílias, serei um dos primeiros a fazê-lo. Glória à nação! Esperamos que uma nação como a Rússia e os russos nunca mais permaneça nesta terra. | ” |

Depois voltou atrás pedindo desculpas e disse:
| “ | A dor da perda e a tristeza por um amigo falaram em mim. Mais uma vez, peço desculpas", enfatizou Fakhrudin Sharafmal | ” |